# Discalma olindaria
Discalma olindaria là một loài bướm đêm trong họ Geometridae.